# Unie van Internationale Progressieve Kunstenaars
De Unie van Internationale Progressieve Kunstenaars (Duits: Union Internationaler Fortschrittlicher Künstler) was een belangenvereniging van moderne kunstenaars, in 1922 in Düsseldorf opgericht op initiatief van de kunstenaarsvereniging Das Junge Rheinland. Het eerste (en enige) congres dat de unie van 29 tot 31 mei van dat jaar organiseerde eindigde als gevolg van onderlinge verdeeldheid in een debacle.

## Geschiedenis
In januari 1922 riep Das Junge Rheinland kunstenaars en kunstenaarsverenigingen in heel Duitsland en daarbuiten op tot een boycot van de Große Kunstaustellung Düsseldorf 1922. Deze tentoonstelling had volgens hen een te officieel en conservatief karakter en hield daardoor geen rekening met de belangen van de jonge, moderne kunstenaar. Dezelfde maand schreef het bestuur van Das Junge Rheinland diverse Duitse kunstenaarsverenigingen met de wens om gezamenlijk de positie van de moderne kunstenaar te verbeteren door middel van tentoonstellingen, publicaties en samenwerking met openbare instellingen. Van 11 tot 12 maart 1922 vond in Wiemar een overleg plaats tussen de vertegenwoordigers deze kunstenaarsgroepen. Voor Das Junge Rheinland waren dit Arthur Kaufmann, Adolf Uzarski en Gert Heinrich Wollheim, voor de Dresdner Sezession Will Grohmann, Otto Lange, Otto Krischer en Constantin von Mitschke-Collande, voor de Novembergruppe, Moriz Melzer. Bijna al deze kunstenaars waren verwant aan het expressionisme. Een gezamenlijke verklaring werd op dag één al ondertekend. Deze hield in: afschaffing van de kunstacademies en het ontslag van Fritz Roeber als directeur van de Kunstacademie Düsseldorf. Besloten werd een Unie van Internationale Progressieve Kunstenaars op te richten geïnspireerd op de Socialistische Internationale, onder het motto ‘Kunstenaars aller landen verenigt u!’ De speerpunten van deze unie, die ook terug te vinden zijn in het volgende manifest, waren: gemeenschappelijke tentoonstellingen, een gemeenschappelijk tijdschrift en een jaarlijks muziekfeest.

Aus allen Teilen der Welt kommen Stimmen, die zur Vereinigung der fortschrittlichen Künstler aufrufen. Die warme lebendige Wechselbeziehung internationaler Geister ist zur Notwendigkeit geworden. Die durch die politischen Ereignisse zerrissenen Verbindungsfäden wurden gesucht und sind nun wiedergefunden. Wir wollen eine gemeinsame internationale Pflege der Kunst. Wir wollen eine gemeinsame internationale Zeitschrift. Wir wollen eine gemeinsame dauernde internationale Ausstellung bildender Kunst für alle Plätze der Welt. Wir wollen eine gemeinsames internationales Musikfest, das alle Jahre mindestens einmal die Menschen unter jener Tonsprache vereinigt, die uns allen schon verständlich ist.
Die traurige Abgeschlossenheit der Geister muß endlich nun zu Ende gehen. Die Kunst braucht die Verbindung der Menschen, denen sie innewohnt. Jenseits von allen Staatsfragen und ohne den leisesten politischen Hintergedanken und eigensüchtigen Nebenzweck muß es auch für uns heute heißen: „Künstler aller Länder vereinigt Euch!” Die Kunst muß international werden, oder sie wird aufhören zu sein.(Uit alle delen van de wereld komen stemmen, die oproepen tot vereniging van vooruitstrevende kunstenaars. De warme, levendige verstandhouding van internationale geesten is noodzakelijk geworden. De door politieke gebeurtenissen verbroken schakels werden opnieuw gezocht en zijn nu gevonden. Wij willen een gemeenschappelijke, internationale cultivering van de kunst. Wij willen een gemeenschappelijk, internationaal tijdschrift. Wij willen een gemeenschappelijke, blijvende, internationale tentoonstelling van beeldende kunst overal ter wereld. Wij willen een gemeenschappelijk, internationaal muziekfeest, dat minstens één keer per jaar de mensen samenbrengt in de toontaal, die we allemaal kunnen begrijpen.
Er moet eindelijk een einde komen aan de trieste afzondering van de geesten. Kunst heeft de verbinding nodig van de mensen in wie zij verblijft. Afgezien van alle staatskwesties en zonder de minste politieke bijbedoelingen of egoïstische bijbedoelingen, moeten we vandaag ook zeggen: "Kunstenaars aller landen verenigt u!" Kunst moet internationaal worden, anders houdt zij op te bestaan)

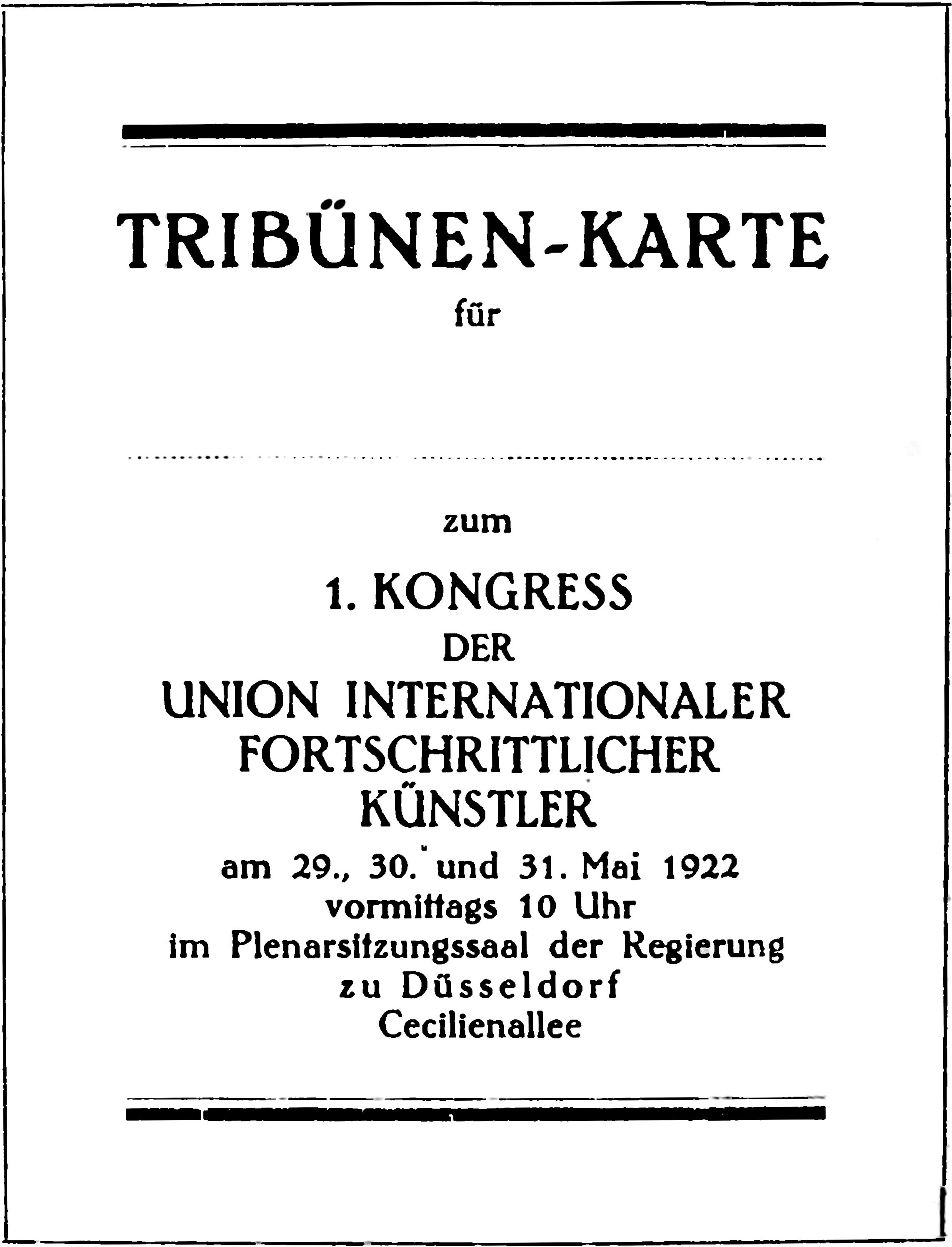
Bezoekerskaart voor het congres. Afkomstig uit Der Querschnitt, Sommerheft 1922.

Om hun doelen te verwezenlijken organiseerde men eind mei in Düsseldorf een groots opgezette, internationale tentoonstelling – als alternatief voor de Große Kunstaustellung – en een driedaags, internationaal congres van vooruitstrevende kunstenaars. Eind maart stuurden de initiatiefnemers uitnodigingen voor tentoonstelling en congres aan een groot aantal kunstgroepen, verenigingen, instituten, tijdschriften en personen die zich in meer of mindere mate met moderne kunst bezighielden. Het verkrijgen van overeenstemming was niet gemakkelijk. De groep Kommune-Künstler – Stanislaw Kubicki, Otto Freundlich, en anderen – waren zo radicaal tegen de officiële kunstwereld, dat zij alle vormen van bureaucratische organisatie en protectionisme categorisch afwezen. Toch namen Kubicki en Freundlich wel deel aan het congres.

### Tentoonstelling
De door de Unie georganiseerde tentoonstelling – de 1. Internationale Kunstausstellung – vond plaats van 28 mei tot en met 3 juli in Kaufhaus Tietz in Düsseldorf. De tentoonstelling moest een zo breed mogelijk beeld geven van de moderne kunst op dat moment. Hierbij werd uitgegaan van een "prinzipielle Gleichheit und Brüderlichkeit" (principiële gelijkheid en broederschap) en "die Annäherung aller Künstler-Menschen aneinander im Zeichen einer neuen Heilserwartung" (de toenadering van alle kunstenaarsmensen tot elkaar in het teken van een nieuwe heilsverwachting). Het voorwoord in de catalogus, geschreven door Wassily Kandinsky, is niet minder utopisch. "Analyse + Synthese = Große Synthese. So entsteht die Kunst, die "neu" genannt wird, die scheinbar mit der "alten" nichts Gemeinsames hat, die den verbindenden Faden jedem lebendigen Auga klar zeiht. Den Faden, der die Innere Notwendigkeit heißt. So hat die Epoche des Großen Geistigen angefangen", schrijft hij.

### Congres

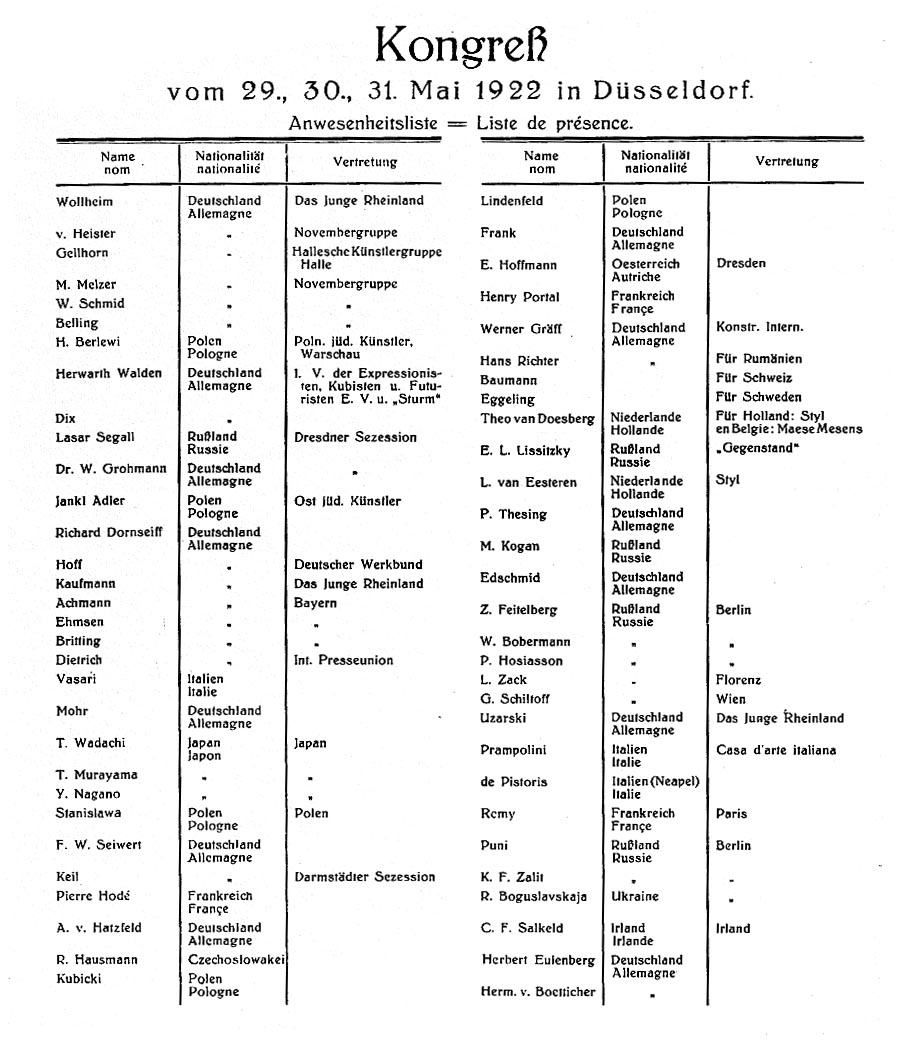
Presentielijst van het Congres van de Unie van internationale vooruitstrevende kunstenaars, 29 mei 1922. Afkomstig uit Das Junge Rheinland, juni (?) 1922.

Het congres begon op 29 mei. Het doel was het uitwerken van een terminologie met behulp waarvan in de toekomst internationale debatten zouden worden gevoerd. Het congres verliep echter zeer moeizaam. Na een openingsrede werd Herbert Eulenberg gekozen als voorzitter en werd het hierboven aangehaalde oprichtingsmanifest voorgelezen. De organisatoren stelden voor dat alle aanwezigen dit manifest zouden ondertekenen. Diegenen die hieraan niet wilden of konden gehoorzamen riskeerden buitengesloten te worden. Dit lokte zoveel protest uit, dat het gedwongen ondertekenen van het manifest werd omgezet in het invullen van een presentielijst. Vervolgens werden de woordvoerders van de verschillende groepen aangewezen. Dit waren: Will Grohmann (Dresdner Sezession), Theo van Doesburg (De Stijl), El Lissitzky (Sovjet-Rusland), Hans Richter (constructivistische groepen in Roemenië, Zwitserland, Scandinavië en Duitsland), Gert Heinrich Wollheim (Das Junge Rheinland), Tristan Rémy (Frankrijk), Jankel Adler (Polen) en Xenia Leonidowna Boguslawskaja (Oekraïne). Daarna begon Wollheim met het oplezen van een 149 punten tellend programma, waarin de doelen van de unie tot in detail waren uitgewerkt. Ook dit lokte protest uit, omdat een aantal aanwezigen van mening was dat de doelstellingen van de unie al waren vastgelegd nog voordat de leden waren geraadpleegd. Bovendien had het programma vrijwel alleen betrekking op handels- en tentoonstellingsbelangen, het jaarlijkse muziekfeest en het op te richten tijdschrift. Van Doesburg, Lissitzky en Richter, die zich verenigd hadden in de Internationale Fraktion der Konstruktivisten of IFdK wilden vastgelegd zien welk karakter de unie zou hebben, een zakelijk karakter of een kunstkarakter. Ook eisten zij meer democratie. Vervolgens werd een commissie benoemd, die het programma van de unie moest beoordelen. Daarna werd de zitting verdaagd en werden de aanwezigen voor een boottocht uitgenodigd.
Op de tweede dag was er ruimte voor inhoudelijke discussie. Eerst werd een tweede manifest voorgelezen, dat de oprichting van de Unie bevestigde en waaruit bleek dat deze vooral een praktische en economische belangenvereniging wilde zijn, die zich uitdrukkelijk wilde onthouden van het beoordelen van artistieke kwesties. Dit gezegd hebbende liep het helemaal uit de hand. Volgens een aanwezige journalist van Die Weltbühne, Hermann von Wedderkop, stond nu niets anders meer op de agenda dan de vraag: Wat is kunst? De Poolse schilder Henryk Berlewi vroeg om een zakelijke uiteenzetting van het begrip "vooruitstrevend". Van Doesburg, Lissitzky en Richter lazen diverse manifesten en verklaringen voor. Van Doesburg nam positie in tegen het individualisme en het subjectieve in de kunst en verwees daarbij naar het Manifest I van De Stijl. Daarbij werd hij voortdurend in de reden gevallen door Kārlis Zāle, die na het congres als Gruppe Synthes in een manifest precies het tegenovergestelde beweerde. Namens de redactie van het tijdschrift Vesc verklaarde Lissitzky dat hij geen unie van internationale kunstenaars wilde, maar een internationale van vooruitstrevende kunstenaars, "als eine Festung der Kämpfer für die neue Kultur" (als fort van strijders voor de nieuwe cultuur). Richter sloot zich bij Lissitzky aan. Het organiseren van tentoonstellingenm, congressen enz. had volgens hem weinig zin. Hij voorspelde dat de kunst – lees constructivistische kunst – de wereld totaal zou veranderen.
Na de middagpauze sprak Raoul Hausmann namens de dadaïsten. Volgens Von Wedderkop verklaarde hij zich tegen het congres en de doelstellingen van de Unie. De initiatiefnemers noemde hij Menschenfresser (menseneters). Daarop verliet hij de zaal onder het zingen van O Tannenbaum. Franz Wilhelm Seiwert sloot zich bij hem aan. Niet lang daarna verliet ook de IFdK het congres, onder het voorwendsel dat ze geen toestemming kregen hun doelstellingen toe te lichten.  Ook Kubicki en Freundlich sloten zich hierbij aan. Hierna ging het congres ongestoord verder. Omdat er nu geen tegenstand meer was, begon Wollheim alsnog met het voorlezen van de eerste 69 paragrafen van de statuten en werden afdelingen opgericht. Op dag drie werden de paragrafen 70 tot en met 149 voorgelezen en werden de statuten unaniem goedgekeurd. Vervolgens werden de vertegenwoordigers van de diverse landen benoemd en werd de regierungspräsident van Düsseldorf, Walther Grützner, bedankt voor het beschikbaar stellen van de zaal in het Regierungsgebäude.

### Constructivistische Internationale
Naar aanleiding van het congres stelde de IFdK een manifest op, waarvan de conclusie luidt: ‘Het verloop van de procedure heeft aangetoond dat door de overheersing van de individuele instelling een internationale vooruitstrevende solidariteit uit de elementen van dit congres niet opgebouwd kan worden’. De groep rondom het Hongaarse tijdschrift MA, dat in grote mate gelieerd was aan het constructivisme, kon niet op het congres aanwezig zijn. De groep publiceerde eind augustus 1922 een eigen verklaring, waarin men zich tegen de Unie keerde en opriep tot de oprichting van een "internationale Organisation revolutionär gesinnter Schaffender" (internationale organisatie van revolitie-gezinde makers). Na het congres zette Van Doesburg zich in om een meer exclusieve constructivistische ‘Internationale Beeldende Arbeidersgemeenschap’ of ‘Internationale van Kunstenaars’ op te richten. Hiervoor organiseerde hij op 25 september 1922 een congres in Weimar, dat leidde tot de oprichting van de Constructivistische Internationale.